# یاسین حمزه
یاسین حمزه (انگلیسی: Yassin Hamzah؛ زادهٔ ۲۷ سپتامبر ۱۹۹۰) یک ورزشکار اهل عربستان سعودی است.
از باشگاه‌هایی که در آن بازی کرده‌است می‌توان به باشگاه فوتبال الاتحاد و باشگاه فوتبال التعاون عربستان سعودی اشاره کرد.
وی همچنین در تیم ملی فوتبال عربستان سعودی بازی کرده است.